# Chevrolet 1400
Chevrolet 1400 ist die Bezeichnung für zwei Pkw-Modelle der 1960er-Jahre. Hersteller war Chevrolet in den USA.

## Beschreibung
Von 1960 bis 1961 gab es unter dieser Bezeichnung den Biscayne Fleetmaster als Limousine mit 2 oder 4 Türen.
Im Jahre 1964 trug der Impala Super Sport, als 2-Türiges Coupé oder Cabriolet erhältlich, diese Bezeichnung.
Gemeinsamkeit ist der Achtzylinder-V-Motor. Er ist vorne eingebaut und treibt die Hinterräder an.